# Parafia Matki Bożej Szkaplerznej w Miadziole

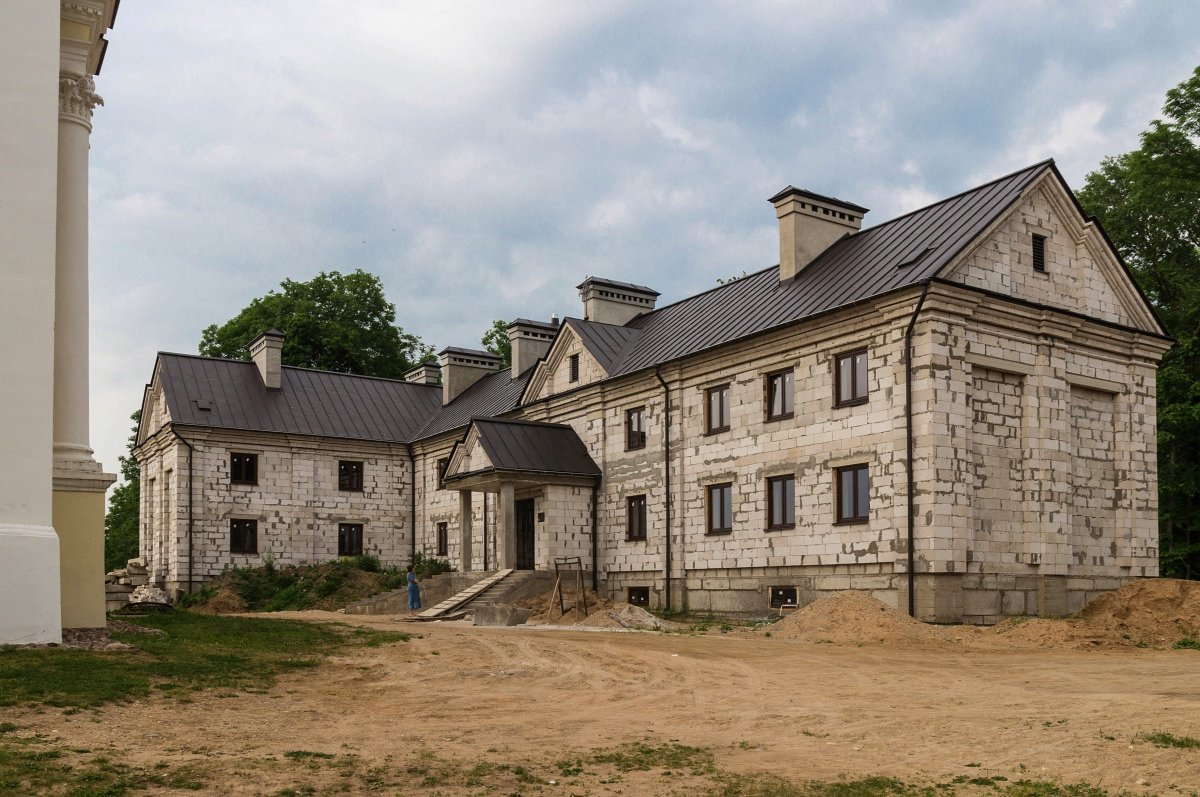
Budynek nowego klasztoru podczas budowy w 2015 r.

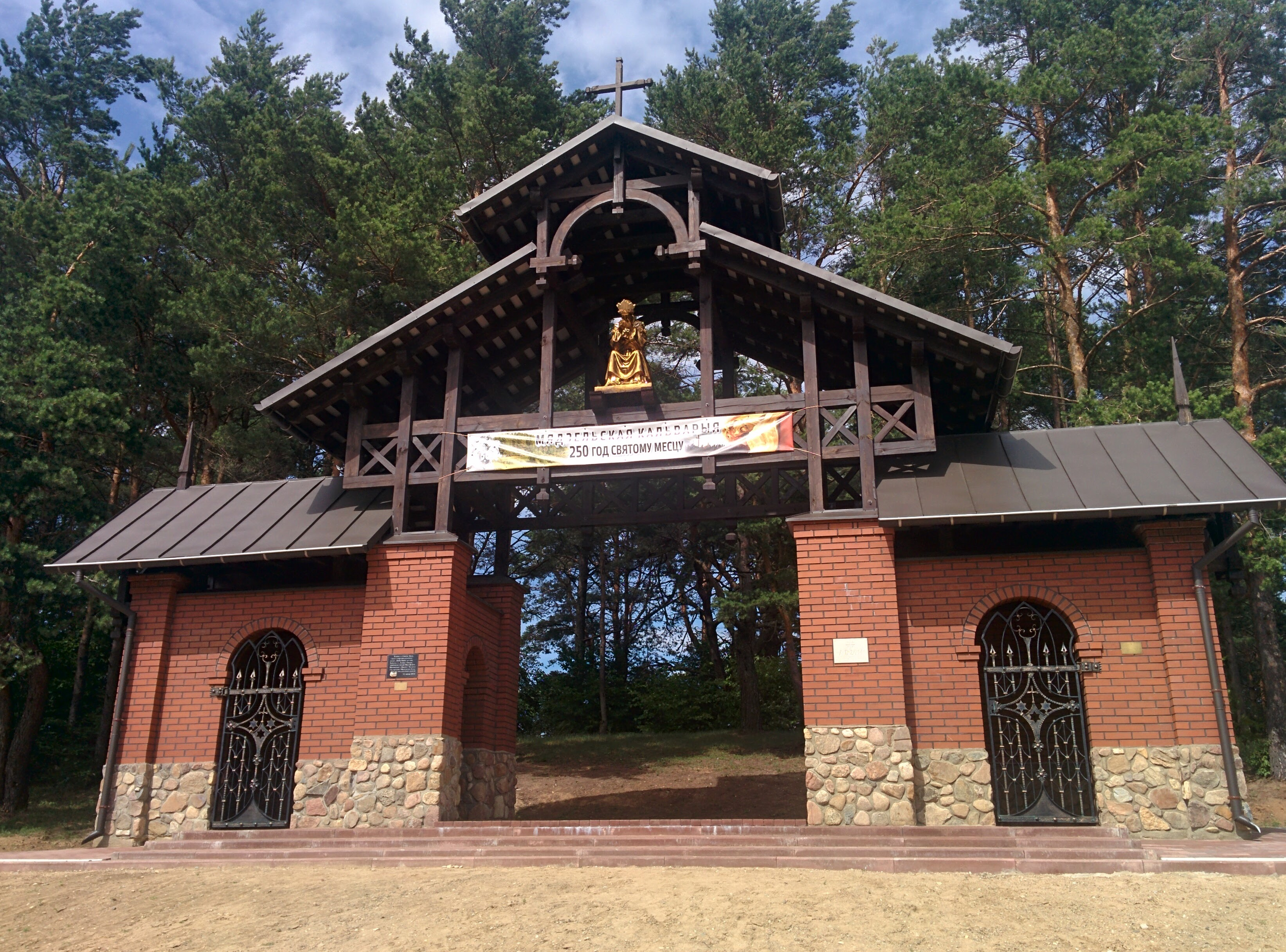
Brama Przebaczenia w Miadziolskiej Kalwarii

Parafia Matki Bożej Szkaplerznej w Miadziole (biał. Парафія Маці Божай Шкаплернай y Мядзеле) – parafia rzymskokatolicka w Miadziole. Należy do dekanatu miadziolskiego archidiecezji mińsko-mohylewskiej.

## Historia
W 1754 r. starosta zarzecki, Antoni Koszczyc, sprowadził do Miadzioła karmelitów bosych i wybudował kościół pod wezwaniem Matki Bożej Szkaplerznej. Introdukcja zakonników odbyła się 24 kwietnia 1754 r. Kilkanaście metrów od strony zachodniej kościoła, fundator wybudował z cegły jednopiętrowy klasztor. W 1832 r. konwent karmelitów bosych w Starym Miadziole uległ kasacie. Klasztor pozostał w rękach karmelitów jeszcze do 1833 r. Parafię podzielono i przyłączono do sąsiednich parafii. Kościół i klasztor oddano siostrom bazyliankom. Przebywały one w miadziolskim klasztorze do 1860 r. Po nich kościół przejęło duchowieństwo prawosławne, zakładając przy nim w 1866 r. swoją parafię. W 1920 r. kościół i dobra klasztorne zostały rewindykowane przez Kurię Metropolitalną w Wilnie i oddane tymczasowo w zarząd księdzu proboszczowi z Nowego Miadzioła. Metropolita wileńskiego arcybiskup Jałbrzykowski w 1927 r. rewindykował na rzecz Zakonu kościół w Miadziole wraz z zabudowaniami. W czasie okupacji niemieckiej klasztor został pozbawiony inwentarza i we wrześniu 1943 r. spalony. Pozostał tylko kościół i dom czeladniczy, w którym mieszkała służba kościelna. Do niego byli zmuszeni przenieść się zakonnicy aż do wybudowania drewnianego domku. W Miadziole karmelici pozostali do roku 1949, kiedy to repatriowali się do Polski. Po wojnie kościół został odebrany i zamknięty. W zakrystiach były przetrzymywane zwierzęta. Pozbawiony opieki, kościół uległ dewastacji. Po zwróceniu kościoła, 24 grudnia 1989 r. została w nim odprawiona pierwsza Msza św. O. Augustyn Kwiatkowski mieszkający na stałe w Naroczy zaczął dojeżdżać tu w niedziele i święta. W 1990 r. parafianie sami zrobili niezbędny remont umożliwiający rozpoczęcie działalności duszpasterskiej. Po o. Augustynie Kwiatkowskim pracowali w parafii o. Arkadiusz Kulacha i o. Bernard Radzik. 25 marca 2003 r. rozpoczął pracę przydzielony na stałe o. Roman Nowak. Wiosną 2003 roku zakonnicy zamieszkali w Miadziole w wynajętym przez parafię mieszkaniu. Dom czeladniczy z powodu złego stanu został opuszczony przez mieszkańców, a po 2 latach w krytycznym stanie przekazany parafii. W latach 2006–2007 dokonano renowacji elewacji zewnętrznej i pokrycia dachowego kościoła. We wrześniu 2011 r. bracia zamieszkali w wynajmowanym jednorodzinnym domu w Starym Miadziole. W tym też roku rozpoczęto budowę klasztoru na placu przykościelnym.

## Kalwaria Miadziolska
Kalwaria powstała w 1765 r. Liczyła 21 kaplic i 8 bram. Po kasacie klasztoru w 1832 r. uległa dewastacji. Odbudowano ją w dwudziestoleciu międzywojennym. Została zburzona podczas II wojny światowej. Na początku XXI w. na kalwaryjskim wzgórzu, wokół którego znajdowała się Kalwaria, ustawiono drewniane krzyże. Następnie trwały starania o przyznanie ziemi pod kaplice w celu odnowienia stacji Drogi krzyżowej na Miadziolskiej Kalwarii. Wszystkie kaplice i bramy zostały odbudowane i 14 września 2014 r. odbyła się uroczystość poświęcenia Kalwarii, której przewodniczył metropolita mińsko-mohylewski, arcybiskup Tadeusz Kondrusiewicz.

## Proboszczowie parafii
| imię i nazwisko         | daty urzędowania  |
| ----------------------- | ----------------- |
| o. Bernard              | 1779 - 1799       |
| o. Ksawern              | 1778 - 1791       |
| o. Edward               | 1781 - 1783       |
| o. Felicjan             | 1781 - 1788       |
| o. Anioł                | 1781 - 1783       |
| o. Spirydion            | 1786 - 1787       |
| o. Benignus             | 1784              |
| o. Baltazar             | 1788              |
| o. Fryderyk             | 1788              |
| o. Bruno                | 1789 - 1790       |
| o. Jakub                | 1790 - 1802       |
| o. Euzebiusz            | 1795 - 1802       |
| o. Walerian             | 1795              |
| o. Władysław            | 1795 - 1801       |
| o. Gabriel              | 1797              |
| o. Fortunat             | 1798              |
| o. Paulin               | 1801 - 1810       |
| o. Wincenty             | 1803 - 1804       |
| o. Benignus             | 1807 - 1813       |
| o. Nikodem              | 1802, 1818 - 1820 |
| o. Jakub                | 1805 - 1809       |
| o. Bianon               | 1805 - 1812       |
| o. Dominik              | 1805 - 1813       |
| o. Andrzej              | 1807              |
| o. Hieronim             | 1810              |
| o. Karol                | 1810, 1823        |
| o. Leon                 | 1811              |
| o. Ignacy               | 1811              |
| o. Bonifacy             | 1812 - 1814       |
| o. Maciej               | 1813 - 1815       |
| o. Cyryl                | 1814 - 1816, 1820 |
| o. Wacław               | 1816 - 1823       |
| o. Fabian               | 1817 - 1820       |
| o. Stefan               | 1817              |
| o. Hieronim             | 1818              |
| o. Maurycy              | 1819              |
| o. Dionizy              | 1820 - 1823       |
| o. Ilia                 | 1820 - 1826       |
| o. Aleksander           | 1821              |
| o. Piotr                | 1826              |
| o. Augustyn             | 1823 - 1827       |
| o. Marcin               | 1823 - 1824       |
| o. Melchior             | 1824 - 1825       |
| o. Bronisław Jarosiński |                   |
| o. Paweł Lelito         |                   |